# Castelo Hawthornden
O Castelo Hawthornden (em inglês:  Hawthornden Castle) é um castelo localizado em Lasswade, Midlothian, Escócia.
Encontra-se classificado na categoria "A" do "listed building" desde 22 de janeiro de 1971.